# Barbaresco (wijn)

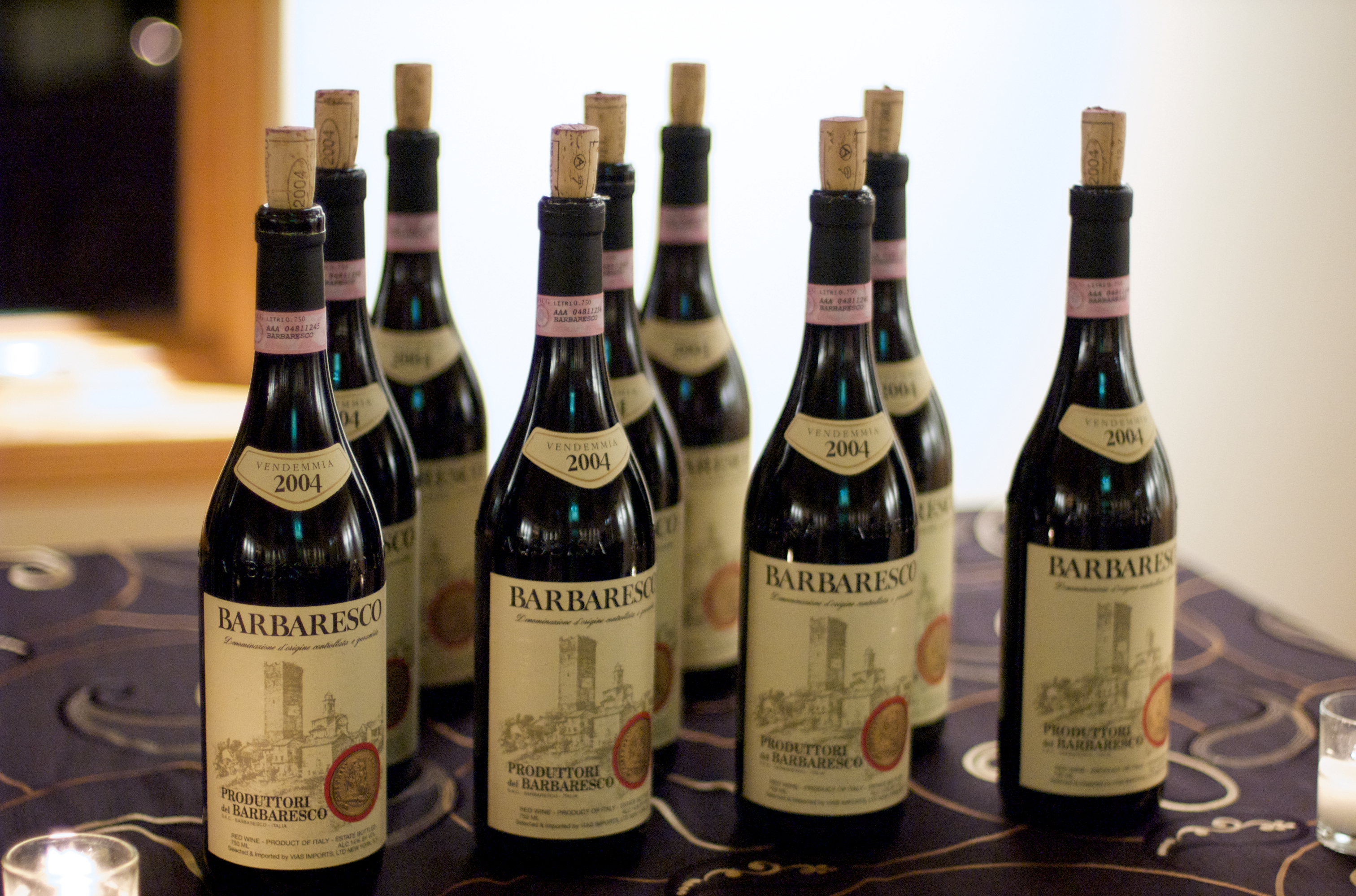
Barbaresco

Barbaresco is een Italiaanse rode wijn uit Piëmont. De wijn wordt beschouwd als een van de beste van Italië en kent een heel lange geschiedenis. De wijn ontving in 1980 de DOCG-status. Barbaresco is altijd een droge, niet-mouserende rode wijn. De wijn wordt geproduceerd in de provincie Cuneo in de gemeenten Barbaresco, Neive, Treiso, San Rocco en Alba. Er bestaat ook barbaresco riserva.
Barbaresco mag alleen maar gemaakt worden van de druif Nebbiolo (100%).
De plantdichtheid mag niet minder bedragen dan 3.500 wijnstokken per hectare. Het maximale rendement mag 8 ton per hectare bedragen voor de gewone en 7,2 ton per hectare voor de Riserva. Het minimale natuurlijk alcoholvolumegehalte moet 12% zijn voor de gewone en 12,5% voor de riserva. De minimale rijping bedraagt 26 maanden waarvan 9 maanden op hout. Voor de riserva is dit respectievelijk 50 maanden en 9 maanden.